# Гончаренко, Андрей Маркович
Андре́й Ма́ркович Гончаре́нко (бел. Андрэй Маркавіч Ганчарэнка, род. 21 ноября 1932 (по паспорту 2 января 1933), д. Версонка, Минская область — 19 октября 2021, Минск) — советский и белорусский физик, академик АН Белорусской ССР (1984; член-корреспондент с 1972), доктор физико-математических наук (1972), профессор (1974). Заслуженный деятель науки БССР (1978).

## Биография
Родился в деревне Версонка (Крупский район, Минская область) в крестьянской семье. После окончания школы в 1951 году поступил на физико-математический факультет БГУ, который окончил с отличием и был рекомендован для поступления в аспирантуру Института физики АН БССР, где проработал до конца жизни.
С 1970 года Гончаренко занимал должность заместителя директора по научной работе, являлся руководителем Могилёвского отделения института, одновременно с 1982 года заведовал лабораторией. В 1987 году был избран главным учёным секретарём АН БССР (до 1997 года) и вернулся в Минск. Одновременно в 1991—2004 годах руководил Отделом оптических проблем информатики Национальной академии наук Беларуси.
В 2004—2008 годах A.M. Гончаренко — заведующий лабораторией оптических проблем информатики Института физики им. Б. И. Степанова Национальной академии наук Беларуси, затем — главный научный сотрудник.
Андрей Маркович Гончаренко читал курсы лекций для студентов МГУ им. М.В. Ломоносова, БГУ, ГГУ, Могилевского пединститута и Могилевского машиностроительного института. Под его руководством защищено 17 кандидатских и 10 докторских диссертаций. Он входил в редколлегии ряда научных журналов.
Умер 19 октября 2021 года, похоронен на Восточном кладбище Минска.

## Научная деятельность
Основные работы A.M. Гончаренко посвящены физической и интегральной оптике, а также квантовой электронике. Им были детально изучены свойства круговых оптических осей поглощающих кристаллов и кристаллических пластинок, поверхностей показателей преломления и коэффициентов поглощения.
Он построил теорию анизотропных диэлектрических волноводов и световодов, выявил влияние анизотропии на типы волн, локализацию энергии и критические частоты волноводов, детально изучил изотропные и кристаллические планарные волноводы интегральной оптики, затухание и усиление света в тонкопленочных волноводах, рассмотрел волноводные свойства неоднородных тонкопленочных слоёв и определил характеристики собственных мод неоднородного световода. Также были изучены особенности усиления волн в них, получены высококачественные оптические волноводы и волокна. Предложен и новый класс органических соединений, перспективных для создания волноводов.
После появления лазеров возникла необходимость в согласованной теории распространения мощных пучков света в различных средах. A.M. Гончаренко рассмотрел эти вопросы, проанализировал особенности распространения гауссовых эллиптических пучков в линзоподобных анизотропных и неоднородноактивных средах.
В последние годы A.M. Гончаренко с сотрудниками занимался созданием алгоритмов параллельной цифровой обработки и передачи информации полностью оптическими методами, разработкой новых принципов создания соответствующих интегрально-оптических систем, а также исследованием перспективных нелинейных нанокомпозитных материалов. Отдельный интерес представляют исследования, посвящённые распространению солитонов в нелинейных средах.

## Награды
- Орден Трудового Красного Знамени (1981)
- Государственная премия БССР (1984)
- Золотая медаль им. С. И. Вавилова

## Работы
- А. М. Гончаренко, В. П. Редько. Введение в интегральную оптику. — Минск: Наука и техника, 1975.
- А. М. Гончаренко. Гауссовы пучки света. — Минск: Наука и техника, 1977; М.: УРСС, 2005.
- А. М. Гончаренко, В. А. Карпенко. Основы теории оптических волноводов. — Минск: Наука и техника, 1983; М.: УРСС, 2004.
- А. М. Гончаренко. Интегральная оптика. — Минск: Знание, 1982.
- А. М. Гончаренко, В. А. Карпенко, И. А. Гончаренко. Основы теории оптических волноводов. — Минск: Белорусская наука. 2009.